# Le Poët-Célard
 Le Poët-Célard  es una población y comuna francesa, en la región de Ródano-Alpes, departamento de Drôme, en el distrito de Die y cantón de Bourdeaux.

## Demografía
| 176 | 162 | 150 | 137 | 142 | 145 |
| Para los censos de 1962 a 1999 la población legal corresponde a la población sin duplicidades (Fuente: INSEE [Consultar]) |     |     |     |     |     |